# Raquel Garbayo
Raquel Garbayo Berdonces (Cintruénigo, 14 de abril de 1976) es una política navarra militante de Unión del Pueblo Navarro A lo largo de su trayectoria política ha sido alcaldesa de su población natal, Cintruénigo, así como parlamentaria foral tras las elecciones de 2011, las de 2019 y las de 2023.

## Biografía
Raquel Garbayo Berdonces nació el 14 de abril de 1976 en Cintruénigo, localidad de la Ribera Navarra. Se diplomó en ciencias empresariales en la Universidad Pública de Navarra.

## Carrera política
Raquel Garbayo ha sido concejala del ayuntamiento de Cintruénigo desde el año 2004. A finales de 2008 su formación barajó la posibilidad de presentar una moción de censura contra el entonces alcalde, Adolfo Navascués del Partido Socialista de Navarra, intentando llegar a un acuerdo con los concejales de la Agrupación Popular Cirbonera (APC). Si esta moción se llevaba a cabo, la alcaldesa propuesta sería Raquel Garbayo. Finalmente no prosperó porque la dirección de UPN decidió detener la organización de la moción de censura, lo que llevó a la dimisión en protesta de los concejales Ángel Rincón Martínez y Alfonso Chivite Beamonte.
En las siguientes elecciones municipales en 2011 encabezó la lista de UPN al ayuntamiento de Cintruénigo. Tras las elecciones, UPN obtuvo 5 concejales de los 13 con los que contaba el ayuntamiento, habiendo sido el partido en amasar mayor apoyo. En la votación para la alcaldía, cada grupo voto a su candidato, lo que hizo que se invistiera a Raquel Garbayo por mayoría simple.
El mismo día de las elecciones municipales tuvieron lugar las elecciones al Parlamento de Navarra en las que Raquel Garbayo ocupó el vigésimo quinto lugar. Aunque UPN sólo obtuvo 19 escaños en los comicios, la formación del gobierno de Yolanda Barcina para la VIII legislatura de Navarra liberó varias actas de diputado de la formación regionalista, por lo que Raquel Garbayo acabó ocupando uno de los escaños del Parlamento de Navarra.
Tras las elecciones municipales de 2015, los grupos representados en el consistorio cirbonero bajarían a 4, teniendo 6 concejales UPN, 5 el PSN y 1 concejal cada una de las dos formaciones independientes: ICC (Iniciativa Ciudadana Cirbonera) y APC. Aunque el PSN intentó que los independientes apoyasen a su candidata, María Pilar Sarasa, la votación fue idéntica a la de 2011 y cada grupo votó por sí mismo, lo que le confirió un segundo mandato como alcaldesa a Raquel Garbayo. Poco después de ser nombrada alcaldesa también fue propuesta para presidir la Federación Navarra de Municipios y Concejos, aunque finalmente sería el alcalde de Lodosa el que presidiese la organización.
En las elecciones al Parlamento de Navarra del mismo día, Raquel Garbayo ocupó el décimo noveno lugar. En esta ocasión UPN volvió a bajar escaños hasta los 15 de 50 obtenidos, y puesto que el gobierno fue formado por fuerzas hasta entonces de la oposición (Gobierno Barkos), en esta ocasión Raquel Garbayo no obtuvo acta de diputada.
Para las Elecciones al Parlamento de Navarra de 2019, UPN se había coaligado junto al Partido Popular de Navarra y a la sección territorial de Ciudadanos en Navarra Suma (NA+). Raquel Garbayo, que no se presentó en la lista de UPN a Cintruénigo, ocupó el décimo cuarto puesto de la lista de Navarra Suma al Parlamento Foral. La coalición consiguió 20 escaños en los comicios, por lo que Raque Garbayo volvió a ser parlamentaria foral cuatro años después de serlo en la VIII legislatura.
En las últimas elecciones forales de 2023, Raque Garbayo se presentó en la lista de UPN, pues la coalición de NA+ se había disuelto antes de la cita electoral. En esta ocasión, Garbayo ocupó el décimo quinto lugar en la lista de UPN al Parlamento de Navarra. Como en los comicios la formación regionalista obtuvo 15 escaños, Garbayo pudo revalidar su acta de diputada foral.